# Shogakukan

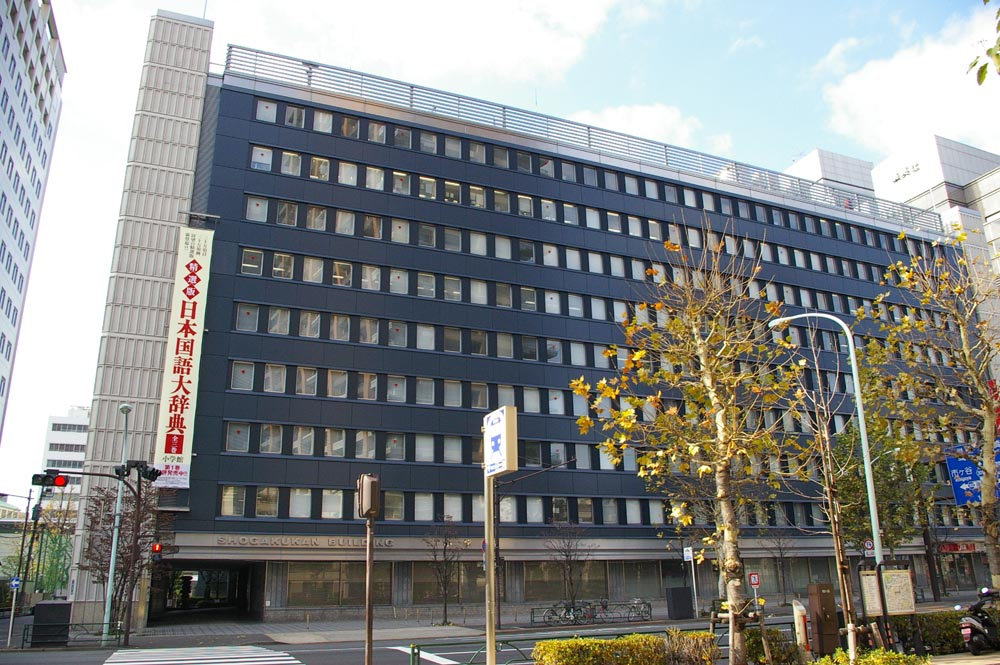
Seu central de Shogakukan a Chiyoda-ku, Tòquio (Japó).

Shogakukan (小学馆) és una editorial japonesa de diccionaris, literatura, no ficció, manga, DVD infantils i altres textos i mitjans. Shogakukan va fundar Shueisha que al seu torn va fundar Hakusensha. Totes aquestes companyies juntes s'anomenen el Grup Hitotsubashi, un dels més grans grups editorials del Japó.
Originalment Shogakukan va sorgir com una editorial d'articles educatius per a estudiants d'escola primària però més endavant va expandir el seu mercat convertint-se en una de les empreses editorials líders al Japó. El 1959 van llançar la seva primera revista de manga, Shonen Sunday amb una temàtica shonen, ampliant després el seu mercat amb la inclusió de kodomo, shōjo i sein. Shogakukan es va consolidar el 1969 al públic en una de les seves revistes el que es va convertir i un dels personatges més famosos del Japó, Doraemon. Altres dels mangues populars que han aparegut en el Shogakukan han estat Hamtaro, Inuyasha, Detectiu Conan i Pokémon.
Als Estats Units, Shogakukan al costat de Shueisha és membre de Viz Media qui pública mangues de les dues companyies.

## Revistes de moda publicades per Shogakukan
- CanCam

## Revistes manga publicades per Shogakukan
- Shonen Sunday (shōnen)
- Ciao (shōjo manga)
- Big Comic
- Big Comic Original
- Big Comic Superior
- Big Comic Spirits
- Big Comic Business
- IKKI
- CoroCoro Comic
- Bessatsu CoroCoro Comic
- Shōnen Sunday Super
- Weekly Young Sunday
- Monthly Sunday Gene-X
- Shojo Comic
- Cheese!
- Betsucomi
- Petit Comic
- flowers
- Judy
- Pochette
- Rinka

## Sèries manga publicades per Shogakukan
- 7 Seeds
- Ask Dr. Rin!
- Bakusou Kyoudai Let's & Go!!
- Beyblade
- Chicago
- Dash & Spin: Super Fast Sonic
- Densetsu No Stafy
- Detectiu Conan
- Doraemon
- Doubt!!
- Duel Masters
- Fushigi Yūgi
- G Senjou Heaven's Door
- Godzilla
- H3 School! (Happy Hustle High)
- InuYasha
- Kare First Love
- Kekkaishi
- Kikaider
- Konjiki no Gash Bell! (Zatch Bell!)
- Maison Ikkoku
- MÄR
- Midori no Hibi
- Mobile Police Patlabor
- Monster
- Pluto
- Pocket Monsters
- Prefectural Earth Defense Force
- RahXephon
- Ranma ½
- Revolutionary Girl Utena
- Rockman EXE (MegaMan NT Warrior)
- Saikano
- Selfish Fairy Mirumo de Pon (Mirmo Zibang!)
- Sonic the Hedgehog
- Sora wa Akai Kawa no Hotori (Red River)
- SP: Security Police
- Spriggan
- Super Mario-Kun
- Tottoko Hamutaro (Hamtaro)
- Urusei Yatsura
- Yaiba
- Yakitate!! Japan

## Llista de mangues publicats per Shogakukan
- Chicago
- Detectiu Conan
- Doraemon
- Doubt!!
- Fushigi Yuugi
- G Senjou Heaven's Door
- Godzilla
- H3 School!
- InuYasha
- Kare First Love
- Kekkaishi
- Kikaider
- Konjiki no Gash Bell!
- MÄR
- Midori no Hibi
- Monster
- Pluto
- Mobile Police Patlabor
- Ranma ½
- Revolutionary Girl Utena (sometimes titled Urusula's Kiss)
- Rockman EXE
- Saikano
- Selfish Fairy Mirumo de Pon
- SP: Security Police
- Spriggan
- Sonic the Hedgehog
- Tottoko Hamutaro (Hamtaro)
- Yaiba
- Yakitate!! Japan